# Еллі Бейкер
Еллі Бейкер (англ. Ally Baker; нар. 10 квітня 1986) — колишня американська тенісистка.
Найвищу одиночну позицію світового рейтингу — 264 місце досягла 2 лютого 2004, парну — 170 місце — 23 лютого 2004 року.
Здобула 1 одиночний та 2 парні титули туру ITF.

## Фінали ITF
| Легенда         |
| --------------- |
| Турніри $75,000 |
| Турніри $50,000 |
| Турніри $25,000 |
| Турніри $10,000 |

### Одиночний розряд (1–1)
| Результат | Ранг | Дата     | Турнір                            | Покриття | Суперниця    | Рахунок  |
| --------- | ---- | -------- | --------------------------------- | -------- | ------------ | -------- |
| Перемога  | 1.   | Вер 2001 | Грінвілл (Південна Кароліна), США | Ґрунт    | Жюлі Де Ру   | 6–3 RET  |
| Поразка   | 2.   | Вер 2001 | Ролі, США                         | Ґрунт    | Мелінда Цінк | 3–6, 2–6 |

### Парний розряд (2–2)
| Результат | Ранг | Дата     | Турнір                        | Покриття   | Партнерка       | Суперниці                               | Рахунок          |
| --------- | ---- | -------- | ----------------------------- | ---------- | --------------- | --------------------------------------- | ---------------- |
| Перемога  | 1.   | Вер 2001 | Ролі (Північна Кароліна), США | Ґрунт      | Мелінда Цінк    | Ліенн Бейкер Трейсі О'Коннор            | 6–4, 1–6, 6–4    |
| Поразка   | 2.   | Вер 2002 | Пічтрі-Сіті, США              | Тверде     | Крістіна Бранді | Дженніфер Расселл Крістіна Вілер        | 2–6, 6–7(3)      |
| Перемога  | 3.   | Вер 2003 | Колумбус (Огайо), США         | Тверде     | Терін Ешлі      | Марія Емілія Салерні Андрея Ехрітт-Ванк | 6–3, 6–7(4), 6–2 |
| Поразка   | 4.   | Лют 2004 | Мідленд (Техас), США          | Тверде (i) | Тара Снайдер    | Софія Арвідссон Оса Свенссон            | 6–7(5), 2–6      |